# Europäischer Tag der Restaurierung
Der Europäische Tag der Restaurierung ist ein Aktionstag, der seit 2018 jährlich jeweils am 3. Sonntag im Oktober stattfindet.
Deutschland- und europaweit geben Restauratoren an diesem Tag exklusive Einblicke in ihre Arbeitsplätze, die sich in Museen, privaten Ateliers, den Hochschulen, Denkmalämtern und Schlösserverwaltungen befinden. Besucher sind dazu eingeladen, Fallbeispiele aktueller Konservierungs- und Restaurierungsprojekte kennenzulernen.

## Ziel
Ziel des Aktionstags ist es,
- Menschen jeden Alters zu sensibilisieren für die Bedeutung des kulturellen Erbes und der
- das öffentliche Bewusstsein für die Schlüsselrolle der Restauratoren in der Kulturguterhaltung zu schärfen
- Wissen zum Beruf des Restaurators zu vermitteln
- aufmerksam zu machen auf das komplexe, vielfältige Tätigkeitsfeld dieser angewandten Wissenschaft mit ihren ethischen Grundlagen
- zu verdeutlichen, welche große Verantwortung Restauratoren gegenüber unserem kulturellen Erbe übernehmen, indem sie materielle Zeugnisse unserer Gesellschaft in ihrer Integrität und ihrer Authentizität für nachkommende Generationen bewahren
- darzulegen, wie bedeutsam die restauratorische Expertise für Innovationen in der Kulturerbeforschung und den nachhaltigen Tourismus ist
- zu veranschaulichen, welche hohen internationalen Qualitätsstandards die Berufsgruppe mit ihren Kompetenzen für den Kulturguterhalt in 22 europäischen Staaten vertritt.

## Beteiligte europäische Länder
- Belgien
- Bulgarien
- Dänemark
- Deutschland
- Finnland
- Frankreich
- Griechenland
- Irland
- Italien
- Kroatien
- Malta
- Norwegen
- Österreich
- Portugal
- Rumänien
- Slowakei
- Spanien
- Schweden
- Schweiz
- Ungarn
- Tschechien

## Veranstalter
Der European day of conservation-restoration wurde ausgerufen vom Europäischen Dachverband der Restauratorenverbände E.C.C.O., der den Aktionstag europaweit koordiniert.
In Deutschland wird der Aktionstag vom Verband der Restauratoren organisiert.

## Geschichte
In Deutschland fand der Aktionstag erstmals am 14. Oktober 2018 statt. Bundesweit öffneten über 260 Restauratoren ihre Türen. Insgesamt 24.000 Besucher kamen zu den Führungen, Vorträgen, offenen Ateliers und Labors an ca. 200 Standorten in Deutschland.

## Bisherige und künftige Termine
- 14. Oktober 2018 (Erstausgabe)
- 13. Oktober 2019
- 11. Oktober 2020
- 10. Oktober 2021
- 16. Oktober 2022
- 15. Oktober 2023
- 20. Oktober 2024
- 19. Oktober 2025